# ФК Ираклис Солун
ФК „Ираклис“ (на гръцки: ΠΑΕ Ηρακλής) е гръцки футболен отбор от Солун, Гърция.

## История
ФК „Ираклис“ Солун е най-старият футболен гръцки отбор от Солун, Гърция. Крило е на Гимнастическия клуб Ираклис Солун и играе срещите си на стадион „Кавтанзоглио“. Клубът играе в Гръцката суперлига, като само за един сезон изпада, и е един от клубовете с богата история. ФК Ираклис е печелил една Купа на Гърция през 1976 г., и Балканска клубна купа през 1985 г.
ФК Ираклис Солун е основан през 1908 г. като Османски Гръцки клуб на Солун (по това време Солун е бил владение на Османската империя и са задължени да включат „Османски“, въпреки че клубът е изцяло гръцки) и е кръстен е на митичния полубог Херкулес.
След военните години клубът набира сили и става водеща сила в гръцкия футбол, благодарение на бившия футболист Василис Хадзипанагис през 1975 г. През 80-те години на XX век тимът изпада в криза, дължаща се на лошо ръководство.
Екипите на отбора са в синьо и бяло – цветовете на националното знаме на Гърция.
Днес ФК Ираклис Солун има многобройни фенове, поддържащи съперничествата с другите главни клубове – най-вече ФК Арис Солун и ФК ПАОК.

## Български футболисти
- Костас Хрисафидис: - 1977/80 - (52 мача - 1 гол)
- Борислав Димитров: - 1981/82 - (30 мача - 4 гола)
- Ангел Рангелов: - 1981/83 - (39 мача - 1 гол)
- Васили Цветков: - 1982/83 - (8 мача - 0 гола)
- Ан. Димитров: - 1982/83 - (11 мача - 0 гола)
- Чавдар Цветков: - 1983